# Závod (Tolna)
Pour les articles homonymes, voir Závod.
Závod est un village et une commune du comitat de Tolna en Hongrie.